# Округ Џосефин (Орегон)
Округ Џосефин (енгл. Josephine County) је округ у америчкој савезној држави Орегон.

## Демографија
По попису из 2010. године број становника је 82.713, што је 6.987 (9,2%) становника више него 2000. године.
| Група             | 2000.          | 2010.          |
| Белци             | 69.233 (91,4%) | 73.289 (88,6%) |
| Афроамериканци    | 202 (0,3%)     | 347 (0,4%)     |
| Азијати           | 476 (0,6%)     | 681 (0,8%)     |
| Хиспаноамериканци | 3.229 (4,3%)   | 5.251 (6,3%)   |
| Укупно            | 75.726         | 82.713         |